# SpVgg Bayern Hof
Spielvereinigung Bayern Hof e.V. é uma agremiação alemã, fundada a 1 de julho de 1910, sediada em Hof, na Baviera.

## História

FC Bayern Hof e SpVgg Hof.

Em 1910, o clube foi criado como Ballspielclub Hof. Um ano depois foi renomeado Britannia Hof. Em 1913, se uniu ao FC Roland Hof e Phoenix FC Hof para tornar-se FC Bayern Hof.
O FC Bayern Hof promoveu boas apresentações nas primeiras décadas. Passou cinco temporadas na Bezirksliga Bayern a partir de 1927. Em 1944, a equipe ganhou a promoção para a Gauliga Bayern, Grupo Oberfranken, uma das dezesseis máximas divisões criadas em 1933 de acordo com a reorganização do futebol alemão sob a égide do Terceiro Reich. Após a Segunda Guerra Mundial, a Gauliga foi extinta e o clube foi inserido na Landesliga Bayern (II), em 1946. O time quase ascenderia à divisão de elite, mas capitulou na fase de play-offs diante do FC Wacker München, ao perder por 4 a 3 e 4 a 0.
Após nova reestruturação, o clube passou a disputar a Oberliga Süd (II) na temporada 1951-1952. A equipe permaneceu competitiva ao longo da década, geralmente terminando na metade superior da tabela. A segunda colocação, em 1959, o colocou na Oberliga Süd (I) para atuar na primeira divisão pela primeira vez. No entanto, o time conseguiu apenas resultados medíocres contra os times mais fortes e melhor estabelecidos. Consequentemente, não se classificou para a Bundesliga, a nova liga profissional, criada em 1963. O Hof foi, portanto, inserido na Regionalliga Süd (II). Através dos anos 1960 e início dos 1970 o time jogou um bom futebol e conseguiu colocações sólidas, incluindo um título da divisão, em 1968, mas falhou em três tentativas na fase de promoção para a nova superior em 1967, 1968 e 1972.
Em 1978, o Hof cairia para o módulo terceiro, a Bayernliga, começando uma descida que o levaria à Landesliga Bayern-Nord (IV) até 1980. Nas quatorze temporadas seguintes, até 1994, o time alternou participações entre a Landesliga e a Oberliga. Justamente em 1994 viria a disputar a Bayern Oberliga, em 1994, quando a nova Regionalliga Süd foi formada e recebeu as melhores equipes da Bayernliga.
Em uma década na Bayernliga, o Hof terminou em quarto por três ocasiões, em 1996, 2000 e 2002. No entanto, em 2004, a campanha foi péssima e o clube acabou rebaixado novamente. Em 2005, se uniu ao SpVgg Hof para formar o SpVgg Bayern Hof. O outro time fora fundado, em 1898, como uma seção de futebol do clube de ginástica TV Hof, criado em 1893. O departamento de futebol se tornou independente, em 1924, se notabilizando apenas pela participação na primeira divisão em 1921 e 1929 e um avanço para a Amateurliga Bayern para a temporada 1966-1967.
Em 2006, o clube recém-unificado conquistou o título da Landesliga Bayern-Nord (V) e acabou promovido à Bayernliga (IV). Na temporada 2007-2008, o Hof vivenciou riscos sérios de descenso durante toda a temporada, mas conseguiu subir uma posição acima da zona de rebaixamento e permaneceu no mesmo módulo. Após duas temporadas obtendo melhor campanha, o time mais uma vez jogou contra o rebaixamento na temporada 2010-2011, tendo que enfrentar o SpVgg Bayreuth em um jogo decisivo, o qual venceu por 2 a 1 para se qualificar para a fase de promoção da Bayernliga contra o vice-campeão da Landesliga. Nessa partida, uma vitória sobre o Jahn Regensburg II, por 1 a 0, revelou-se suficiente para manter o seu lugar na Bayernliga.

## Títulos
- 2° Oberliga Süd (II) Vice-campeão: 1959;
- Regionalliga Süd (II) Campeão: 1968; Vice-campeão: 1967 e 1972;
- Landesliga Bayern (II) Campeão: 1947; Vice-campeão: 1950;
- Landesliga Bayern-Nord Campeão (5): 1966‡, 1983, 1988, 1994, 2006; Vice-campeão: 1993 e 2005;
- 2° Amateurliga Oberfranken Ost (IV) Campeão: 1955‡;
- Oberfranken Cup Campeão (3): 1996, 2000, 2004;

Categorias de base
- Vice-campeão Sub-19 da Baviera: 1951;
- ‡: Campeonatos vencidos pelo SpVgg Hof. Os outros pelo Bayern Hof.

## Cronologia recente
A recente performance do clube:
| Temporada | Divisão                | Módulo | Posição |
| 1999–2000 | Bayernliga             | IV     | 4ª      |
| 2000–01   | Bayernliga             | IV     | 14ª     |
| 2001–02   | Bayernliga             | IV     | 4ª      |
| 2002–03   | Bayernliga             | IV     | 12ª     |
| 2003–04   | Bayernliga             | IV     | 17ª ↓   |
| 2004–05   | Landesliga Bayern-Nord | V      | 2ª      |
| 2005–06   | Landesliga Bayern-Nord | V      | 1ª ↑    |
| 2006–07   | Bayernliga             | IV     | 12ª     |
| 2007–08   | Bayernliga             | IV     | 15ª     |
| 2008–09   | Bayernliga             | V      | 10ª     |
| 2009–10   | Bayernliga             | V      | 10ª     |
| 2010–11   | Bayernliga             | V      | 15ª     |
| 2011–12   | Bayernliga             | V      | 2ª ↑    |

## Participações na Copa da Alemanha
| Temporada | Fase          | Data                   | Casa                 | Fora                | Resultado     |
| 1962–1963 | Primeira fase | 1 de junho de 1963     | FC Bayern Hof        | Hamburger SV        | 2 a 5         |
| 1967–1968 | Primeira fase | 27 de janeiro de 1968  | FC Bayern Hof        | Borussia M'gladbach | 0 a 1         |
| 1974–1975 | Primeira fase | 7 de setembro de 1974  | Karlsruher SC        | FC Bayern Hof       | 0 a 1         |
| 1974–1975 | Segunda fase  | 25 de outubro de 1974  | FC Bayern Hof        | VfL Bochum          | 2 a 2 (ida)   |
| 1974–1975 | Segunda fase  | 21 de dezembro de 1974 | VfL Bochum           | FC Bayern Hof       | 5 a 0 (volta) |
| 1975–1976 | Primeira fase | 1 de agosto de 1975    | VfR Bürstadt         | FC Bayern Hof       | 1 a 2         |
| 1975–1976 | Segunda fase  | 18 de outubro de 1975  | 1. FC Mülheim        | FC Bayern Hof       | 1 a 3         |
| 1975–1976 | Terceira fase | 13 de dezembro de 1975 | SG Wattenscheid 09   | FC Bayern Hof       | 2 a 3         |
| 1975–1976 | Quarta fase   | 31 de janeiro de 1976  | FC Bayern Hof        | Hamburger SV        | 0 a 2         |
| 1976–1977 | Primeira fase | 6 de agosto de 1976    | FC Bayern Hof        | VfB Oldenburg       | 3 a 2         |
| 1976–1977 | Segunda fase  | 16 de outubro de 1976  | Hertha BSC Berlin    | FC Bayern Hof       | 3 a 1         |
| 1977–1978 | Primeira fase | 29 de julho de 1977    | SC Concordia Hamburg | FC Bayern Hof       | 2 a 0         |
| 1978–1979 | Primeira fase | 5 de agosto de 1978    | FC St. Pauli         | FC Bayern Hof       | 3 a 0         |
| 1981-1982 | Primeira fase | 28 de agosto de 1981   | FC Bayern Hof        | Waldhof Mannheim    | 0 a 2         |
| 1982–1983 | Primeira fase | 27 de agosto de 1982   | FC Bayern Hof        | Arminia Bielefeld   | 0 a 5         |

Fonte:«DFB-Pokal». Weltfussball.de (em alemão). Consultado em 14 de junho de 2009